# César Ritz
César Ritz (23. února 1850, Niederwald – 26. října 1918, Küssnacht) byl švýcarský podnikatel. Založil několik hotelů, známy jsou zejména pařížský hotel Ritz a londýnské hotely Ritz a Carlton (v současnosti spojené v The Ritz-Carlton Hotel Company). Jeho jméno se stalo symbolem luxusu. Byl znám jako „král hoteliérů, hoteliér králů“.
V 1913 byl umístěn do soukromé kliniky v Lausanne a následující rok přesunut do další u Lucernského jezera. Zemřel v Küssnachtu 26. října 1918, pohřben je ve své rodné vesnici.